# Albert Joseph Conlin
Albert Joseph Conlin (* 8. März 1669 in Meersburg am Bodensee; † 20. Januar 1753 in Kutzenhausen; Pseudonym: Loncin von Gominn) war ein katholischer Priester und Schriftsteller. Er gilt als der bedeutendste Nachahmer Abraham a Santa Claras.

## Leben
Albert Joseph Conlin wurde als erstes von acht Kindern der Familie Conlin geboren. Conlin besuchte das seit 1658 in Ellwangen bestehende Jesuitengymnasium.
1690, im Alter von 21 Jahren, immatrikulierte sich Conlin an der Universität Dillingen, um Weltpriester zu werden. Am 16. März 1692 erhielt er die sog. niederen Weihen. Das Subdiakonat, die erste der höheren Weihen, erhielt er im Herbst 1692, das Diakonat folgte im Winter 1692, das Presbyterat dann am Karsamstag 1693. Seine erste Primiz hielt er am 14. Juli 1693.
Am 15. August 1693 trat Conlin seine erste Pfarrerstelle in Munningen bei Oettingen im Ries an. Er wird als gescheiter Mann beschrieben, der es allerdings mit den Sitten nicht so genau nehme. So wird berichtet, dass er öfters einen Ausflug in die Stadt Oettingen mache, wo er sich betrinke. Außerdem wird von ihm gesagt, dass er sich schlecht kleide und dass er ein jähzorniger Mensch sei. Hier beginnt er im Jahr 1705 seine schriftstellerische Tätigkeit. Bis zum Jahr 1711 verfasst er seine siebenbändige Narrenwelt.
1722 übersiedelte Conlin nach Kutzenhausen im Augsburger Land, wo er ebenfalls das Pfarramt versah. 1725 schreibt er in Kutzenhausen ein letztes Buch, weitere Materialien sind aus seinem Leben in Kutzenhausen nicht erhalten. Er stirbt als Pfarrer in Kutzenhausen. Die Sterbematrikel nennt ihn einen „vir jovialis“, berühmt und gelehrt.

## Gesamtwerk
Während seiner Zeit in Munningen schuf Conlin sein Hauptwerk, die siebenbändige Narren-Welt. Mit moralisierender und unterhaltender Absicht werden menschliche Verhaltensweisen karikiert und durch „über 200 lustig und lächerliche Begebenheiten“ veranschaulicht, „deren sich nicht allein die Herrn Pfarrer auf der Cantzel / sondern auch ein jede Privat-Persohn / bey ehrlichen Gesellschafften nutzlich bedienen können“. Als Abschluss der Serie kamen 1709 und 1711 die zwei Bände über Närrinnen mit dem Titel Der Christliche Welt-Weise Beweinet Die Thorheit Derer in diesem Buch beschriebener 25. Närrinnen heraus. Im Jahr 1725 erschien noch die Glückliche Narrenkur, als Conlin schon in Kutzenhausen lebte.  Aufbau und Inhalt sind den früheren Werken sehr ähnlich, das Werk ist jedoch nachlässiger gestaltet, da keine Kupferstiche beigefügt und grobe Fehler bei der Komposition unterlaufen sind. Auch ist der geplante zweite Teil nicht mehr erschienen.

## Entstehungsgeschichte der Werke
Der Entstehungsprozess der Narrenbücher zeigt vor allem eines: Ohne Abraham a Santa Clara, den berühmten Augustiner-Pater und Hofprediger zu Wien, wären die conlinschen Bücher nicht denkbar. Allem Anschein nach hatte Conlin wohl aus finanziellen Gründen von den Augsburger Verlegern Quirinus Heyl und Heinrich Strötter einen eigentlich Abraham a Santa Clara zugedachten Auftrag übernommen. Anstatt die Bücher jedoch selbst zu verfassen, benutzte Conlin vornehmlich die Werke Abrahams als Vorlage wie zum Beispiel das Narrennest, Judas der Erzschelm und Der geflügelte Mercurius, was nach Abschluss des zweiten Bandes zu einem Streit mit demselben sowie 1707 zu einem Verfahren beim Generalvikariat in Augsburg führte.